# Eliana Krawczyk
Eliana María Krawczyk (Oberá, Misiones; 5 de marzo de 1982 - Mar Argentino, 15 de noviembre de 2017) fue una militar de la Armada Argentina y la primera mujer oficial submarinista del país. Era una de los 44 tripulantes del submarino ARA San Juan, que estuvo desaparecido desde el 15 de noviembre de 2017 y fue encontrado un año después a 430 km del golfo San Jorge, provincia del Chubut y a 907 metros de profundidad.

## Biografía
A partir de 2002 cuando la Armada Argentina abrió sus puertas a las mujeres, toma conocimiento de la convocatoria a través de una publicidad en internet: “Fui corriendo a la delegación en Posadas y me inscribí. Dejé todo y viajé a la Escuela Naval Militar en Ensenada. Llevé una foto de mamá en la billetera”, le dijo a la revista Viva. En 2004 ingresó al primer año de la escuela Naval.  
Al llegar a Mar del Plata, base de los submarinos, empezaría su carrera para convertirse en la primera submarinista de la historia de la Armada Argentina. En 2009 se convirtió en oficial y tres años más tarde su ingreso a la Escuela de Submarinos. En 2012 realizó el curso y embarcó durante cuatro años en el submarino ARA Salta, luego cambió al ARA San Juan, donde se desempeñaría con el cargo de Jefe de Armas. 
A inicios de 2017 fue promovida a teniente de navío dentro del escalafón naval de la Armada Argentina.
Respecto a su condición de mujer en la fuerza declaró durante una entrevista: "Nunca tuve ningún freno ni ninguna intervención de nadie. Nunca tuve ningún problema, de hecho duermo con dos compañeros varones en el mismo camarote. Soy la única mujer a bordo y realmente los demás me hacen sentir muy bien".

## Homenajes
Fue presentado en el Concejo Deliberante de Oberá un proyecto para el cambio de nombre de una avenida y la construcción de un busto en homenaje a Eliana Krawczyk.
El día 15 de noviembre de 2018, con el hallazgo de los restos del submarino ARA San Juan en aguas del Océano Atlántico a 927 m de profundidad, el presidente de la Nación Mauricio Macri decretó tres días de duelo nacional con banderas a media asta, y el ascenso post mortem de los 44 tripulantes, pasando Eliana al grado de Capitán de Corbeta Post Mortem.